# Хоризонт (жилищен комплекс на Бургас)
Хоризонт е новостроящ се жилищен комплекс в Бургас. Името на комплекса е утвърдено с решение на Общинския съвет на града.

## Разположение
Комплексът се намира северозападно от 
ж.к. Изгрев. Комплексът е заключен на територията между бул. „Транспортна“ и Северния обход на града.

## История
През 2014 г. се изготвя ПУП (Подробен устройствен план) на жилищния комплекс и се начертават бъдещите улици, както и са разделени парцелите. 
Първият проект, който започва да се реализира на празното пространство до бившия мол „Странд“ е на строителна фирма „Атлантис“, които започват изграждането на комплекс „Ариа“. Комплексът е на Акт 14 и се очаква да бъде завършен през март 2023 година. Успоредно стартира и още един проект „Ариа 2“, който се очаква да бъде въведен в експлоатация през 2025 година.
Строителна фирма „Евробилдинг инженеринг“ изгражда комплекса „Смокините“. Също в рамките на жилищния комплекс се намира „Хелена хоум“ на строителна фирма „Билд корпорейшън 78“, луксозен комплекс от затворен тип.

## Транспорт и инфраструктура
В комплекса се работи по изграждането на улична мрежа, техническа инфраструктура (водоснабдяване, канализация, електрозахранване), както и социална инфраструктура – училища, детски градини, здравни заведения. Предвидени са и терени за паркове и зони за отдих. Възможно е и обособяването на парцели за депа и бази, свързани с обществен транспорт, включително и за нуждите на градския автобусен превозвач „Бургасбус“. Заради 25-процентната редукция на частните имоти в жилищния комплекс, вече са налице обособени терени за обществени нужди. Един от тези терени е предвиден за изграждането на кампус, а друг – за социална инфраструктура.